# Cyclamen creticum
Cyclamen creticum is een plant uit het geslacht Cyclamen die endemisch is voor Kreta en Karpathos.
Het is een cyclaam met grotere witte of lichtroze bloemen.

## Kweek
C. creticum is niet winterhard en moet, behalve in streken met een zachter klimaat zoals het zuiden van Engeland en het westen van Frankrijk, gekweekt worden in een koude kas. Daar waar C. creticum en verwante soorten samen geteeld worden, kunnen kruisingen ontstaan. Zo kennen we C. creticum × C. balearicum en C. ×meiklei Grey-Wilson (C. creticum × C. repandum).
... · 
C. abchasicum · 
C. africanum · 
C. alpinum · 
C. balearicum · 
C. cilicium · 
C. colchicum · 
C. coum (Rondbladige cyclaam) · 
C. creticum · 
C. cyprium · 
C. elegans · 
C. graecum · 
C. hederifolium (Napolitaanse cyclaam) · 
C. intaminatum · 
C. libanoticum · 
C. mirabile · 
C. persicum · 
C. pseudibericum · 
C. parviflorum · 
C. purpurascens (Alpenviooltje) · 
C. repandum · 
C. rhodium · 
C. rohlfsianum · 
C. somalense · 
...